# Duane Carter
Pour les articles homonymes, voir Carter.
Duane Carter est un pilote automobile d'IndyCar américain, né le 5 mai 1913 à Fresno (Californie, États-Unis) et mort le 7 mai 1993. Il a débuté en compétition en 1932. Il s'est notamment classé quatrième des 500 miles d'Indianapolis en 1952, course qu'il a disputée à dix reprises depuis 1948. Il fut également directeur de l'USAC de 1956 à 1958, avant de reprendre la compétition en 1959.
Il a pour fils Pancho Carter, également pilote automobile.